# Karl Barth
Karl Barth (Basilea, 10 de mayo de 1886-Basilea, 10 de diciembre de 1968) fue un influyente teólogo protestante calvinista, considerado uno de los más importantes teólogos del siglo xx. A partir de su experiencia como pastor, rechazó su formación en la teología liberal predominante, típica del protestantismo del siglo xix. En su lugar, Barth tomó un nuevo rumbo teológico, llamado inicialmente «teología dialéctica», debido a su énfasis sobre la naturaleza paradójica de la verdad divina. Otros críticos se han referido a Barth como el padre de la «neo-ortodoxia», término enfáticamente rechazado por el propio Barth. El pensamiento teológico de Barth recalca la soberanía de Dios, principalmente a través de su innovadora «doctrina de la elección».
Barth es conocido por su comentario La Epístola a los Romanos, su participación en la Iglesia Confesante, incluida su autoría de la Declaración de Barmen, y especialmente su summa teológica inacabada de varios volúmenes, la Dogmática de la Iglesia (publicado entre 1932 y 1967). La influencia de Barth se expandió mucho más allá del ámbito académico a la cultura dominante, lo que lo llevó a aparecer en la portada del Time el 20 de abril de 1962.

## Biografía

### Juventud
Karl Barth era el hijo mayor de Fritz Barth y Anna Katharina Barth, de soltera Sartorius. Entre sus antepasados se encontraban varios teólogos, entre ellos el reformador Heinrich Bullinger. Fritz Barth era un profesor de teología conservador, partidario del método histórico-crítico de interpretación bíblica y lo enseñaba tanto a pastores como a laicos. Su hijo lo citó más tarde a él y a su bisabuelo Johannes Burckhardt como influencias especialmente formativas. La hermana de Karl, Katharina, murió en 1899 a la edad de seis años; su otra hermana, Gertrud, se hizo abogada y se casó con un pastor. Su hermano Peter se hizo pastor, su segundo hermano Heinrich profesor de filosofía. Un primo fue el más tarde pintor Theodor Barth.
Aunque nació en Basilea, la familia se trasladó de Basilea a Berna en 1889, donde Fritz Barth ocupó un puesto de profesor en la Universidad y recibió una cátedra completa en 1895. En el Gimnasio Libre de Berna, Karl recibió una formación humanística. Su principal interés se centró en la asignatura de historia. En 1900 fundó una asociación de estudiantes, y en 1902 se unió a una fraternidad estudiantil donde aprendió a hablar en público. En la escuela se le consideraba un soñador y un alborotador. Ya en las clases de confirmación, aprendió la Prueba de Dios de Tomás de Aquino, la doctrina de la inspiración verbal y la crítica a la misma. En su confirmación, en 1902, decidió estudiar teología para profundizar en lo aprendido. En 1904 aprobó su Matura con bien. Aunque había aprendido tiro y términos militares básicos en el Cuerpo de Cadetes de Berna, fue eximido del servicio militar en 1905 debido a la miopía.

### Estudios
A partir de 1904, Barth estudió teología protestante, cinco semestres en la Universidad de Berna y un semestre en la Friedrich-Wilhelms-Universität Berlin, la Eberhard Karls Universität Tübingen y la Philipps-Universität Marburg. Sus profesores en Berna defendían la teología de la conciencia de Friedrich Schleiermacher y la crítica histórica de Julius Wellhausen y Ferdinand Christian Baur. Barth se ocupó intensamente del Problema sinóptico, de la versión auténtica del Padre Nuestro y se entusiasmó con la Crítica de la razón práctica de Immanuel Kant. Al igual que su padre, se hizo miembro de la fraternidad estudiantil no violenta [En 1906 advirtió a su sección bernesa: La socialdemocracia era el resultado de una creciente fractura entre capital y trabajo, ricos y pobres. Resolver la cuestión social era una tarea humana central a la que cada individuo debía contribuir en su responsabilidad ante Dios y la humanidad. La Zofingia debía acoger a estudiantes indigentes, lo que era más importante que las costosas fiestas para los privilegiados. La propuesta de Barth fue rechazada, pero en 1907 fue elegido presidente de la Zofingia de Berna.
En Berlín, en 1906/07, estudió Antiguo Testamento con Hermann Gunkel, Nuevo Testamento (NT) con el entonces destacado teólogo liberal Adolf von Harnack y dogmática con el kantiano Julius Kaftan. De vuelta a Berna, vivió su primer gran amor en 1907 con Rösy Münger. Ante la insistencia de su padre, Barth se alejó de ella durante el semestre de invierno en Tubinga, pero no se separó definitivamente hasta 1910. En Tubinga escribió una tesis de historia eclesiástica sobre la Vorstellung vom Descensus Christi ad inferos. Recibió la calificación de Bien, pero llegó a la conclusión de que el trabajo puramente histórico-crítico no le llenaba. Durante las pausas en su trabajo, visitó al socialista religioso [Christoph Blumhardt]] en Bad Boll. En 1908 estudió con Wilhelm Herrmann en Marburgo, quien, con Kant, defendía la posibilidad general del conocimiento del bien moral, pero en contra de Kant, que sólo la religión cristiana era capaz de realizar este bien. Al igual que Herrmann, Barth sostuvo los discursos de Schleiermacher Über die Religion era el texto más importante de la época después del NT. Más tarde, Barth juzgó decisivo el "impulso cristocéntrico" de Herrmann: la religión cristiana no trataba de consideraciones generales, sino del hecho de que "Dios mismo entra en diálogo con nosotros" a través de Jesús, que fue vivido históricamente como una personalidad ética.
Tras un vicariato de cuatro semanas en el Jura bernés, Barth obtuvo un puesto en Marburgo como editor adjunto de la revista Die Christliche Welt publicada por Martin Rade. Resumía los artículos que le llegaban y los corregía para la versión impresa. Más tarde se le permitió escribir sus propias reseñas. También pudo seguir asistiendo a los programas universitarios. Como neokantiano convencido, adquirió una visión de conjunto de la teología liberal de la época. En su ensayo de 1909 La teología moderna y la obra del Reino de Dios, citaba como convicciones básicas el relativismo histórico y el individualismo religioso, que él mismo llevaba en su "mochila escolar": No había revelación universalmente válida ni normas éticas universalmente válidas, decía. Cada individuo respondía por sí mismo dónde había encontrado la verdad y sólo podía hablar de "la religión estrictamente experimentada y tangible individualmente". La tradición eclesiástica no podía eximir a nadie de esta responsabilidad personal. Dos teólogos prácticos criticaron a Barth por carecer de una referencia a Cristo y argumentar de forma demasiado arbitraria. El padre de Barth desaprobó su primera publicación por prematura y desaconsejó responder. No obstante, Rade imprimió la respuesta de Barth.

### Vicariato y pastorado
De septiembre de 1909 a junio de 1911, Barth ejerció su vicariato como predicador asistente de la congregación reformada alemana de Ginebra. Exhortaba a sus feligreses a ser independientes, activos y, ante todo, a asistir a los servicios religiosos, y hacía hincapié en la "vida interior de Jesús" en su mediación a través de las personas y la cultura como fundamento de la fe. En este sentido, también quiso despertar la conferencia pastoral de los pastores de habla alemana, en cuyo complaciente "ambiente terriblemente piadoso" se sentía ajeno, con una conferencia sobre "fe e historia cristianas". En la conferencia, también criticó a Ernst Troeltsch por poner demasiado énfasis en el "momento cognitivo de la piedad". Fue desinvitado a la penúltima conferencia por alborotador.
Como Juan Calvino ya había predicado en su capilla, leyó por primera vez su obra principal Institutio Christianae Religionis. A través de nuevos cursos de confirmación y para adultos, aprendió a transmitir la historia eclesiástica y teológica de una forma generalmente comprensible y descubrió las lagunas en sus conocimientos. Para estudiar a fondo la Reformadores, abandonó su plan de doctorarse con Wilhelm Herrmann sobre la concepción de la oración en Schleiermacher.
En 1911 se comprometió con su antigua confirmanda, Nelly Hoffmann (1893-1976), con quien se casó en 1913. Ella era una violinista de talento y abandonó sus estudios musicales para casarse con Barth. La pareja tuvo cinco hijos: Franziska, Markus, Christoph, Matthias y Hans Jakob.
Barth se enfrentó por primera vez a la pobreza material en Ginebra. A través de su lectura de Calvino, aprendió que el Reino de Dios era un estado de perfecto amor a Dios y a los hermanos. La pobreza y la injusticia social no eran un destino inevitable, sino condiciones que podían superarse con medios humanos. Esta nueva visión caracterizó los diez años de pastorado de Barth en Safenwil (1911-1921). Tomó partido por los cerca de 700 obreros que trabajaban 12 horas al día por salarios bajos en las dos fábricas textiles de Safenwil. Para ayudar a crear el sindicato local, estudió intensamente la legislación fabril, los seguros y el sindicalismo. En su conferencia Jesucristo y el movimiento social (diciembre de 1911) en la Asociación de Trabajadores de Safenwil, elogió el socialismo como continuación directa de la fuerza espiritual que Jesús de Nazaret había introducido en la historia. El espíritu no es un mundo separado de la materia y no puede entenderse sólo interiormente. Barth lo dijo sin rodeos: "No debemos ir al cielo, sino que el cielo debe venir a nosotros". Jesús y el capitalismo eran incompatibles. Este sistema debe caer, especialmente su pilar fundamental, la propiedad privada de los medios de producción. La iglesia debe pronunciarse finalmente con valentía en el sentido de que la necesidad social no debe existir y comprometerse plenamente con ella.
El hijo del dueño de la fábrica, Walter Hüssy, escribió entonces una carta abierta: Barth había intentado sembrar la discordia entre empresarios y trabajadores. Los propietarios de las fábricas eran los motores de la prosperidad y necesitaban "cierto margen de maniobra" para hacerlo. El comunismo]] nunca había funcionado; las correspondientes palabras bíblicas estaban anticuadas. Un autor anónimo advirtió en el periódico local que Barth se dedicaba a "agitar problemas", incitaba a la lucha de clases y se creía un "Mesías rojo". Después de que Barth rechazara públicamente su pretendido papel de mediador neutral en conflictos laborales, Gustav Hüssy (primo del hijo del dueño de la fábrica) dimitió de la presidencia del consejo eclesiástico parroquial. Sin embargo, la gran mayoría apoyó a Barth. A partir de entonces, se le conoció como el "pastor rojo de Safenwil". Dio muchas conferencias socialistas en el Cantón de Argovia, recopiló material sobre las condiciones de vida de la clase obrera y unió fuerzas con otros pastores religioso-sociales. Él y su esposa también participaron en la Blaukreuzverein local y contra el juego. Las principales actividades de Barth siguieron siendo predicar y dar clases de confirmación. En 1913 rechazó la oferta de presidir la Asociación de Trabajadores de Safenwil para continuar con su formación política. Su colega pastor y amigo de toda la vida Eduard Thurneysen le puso en contacto con los destacados socialistas religiosos suizos Hermann Kutter y Leonhard Ragaz. En los debates sobre su relación, Barth y Thurneysen desarrollaron su propia posición teológica. Barth estaba fascinado por el énfasis de Kutter en el compromiso social de la Iglesia. Había aprendido de él "a volver a tomar en serio, con responsabilidad y peso en la boca la gran palabra 'Dios'".
Entre 1911 y 1921 sirvió como pastor reformado en el pueblo de Safenwil, cantón de Argovia.. En 1916 comenzó a trabajar en su obra Der Römerbrief —en español, Carta a los romanos, o Comentario a la Carta a los romanos—. La teología dialéctica de Karl Barth, un antecedente intelectual relevante en la lucha contra el nacionalsocialismo, nació con el comentario de 1919 de este teólogo suizo a la Carta a los romanos.

### Posterior
Posteriormente fue profesor de teología en Gotinga (1921-1925), Münster (1925-1930) y Bonn (1930-1935). Durante su estancia en Gotinga conoció a Charlotte von Kirschbaum, quien a la larga vendría a ser su secretaria y asistente, jugando un importante papel en la redacción de la extensa obra de Barth: Dogmática eclesial. Tuvo que abandonar Alemania en 1935, por negarse a prestar juramento a Adolf Hitler. Barth regresó a Suiza y fue profesor en la Universidad de Basilea hasta su retiro en 1962, aunque siguió enseñando hasta su muerte.
Barth, originalmente, fue educado dentro del pensamiento del protestantismo liberal, bajo las enseñanzas de maestros como Wilhelm Herrmann, pero se rebeló contra esta teología en tiempos de la Primera Guerra Mundial. Esta reacción fue determinada por varios factores, entre los que destacan su compromiso con el movimiento religioso socialista suizo y alemán en los que figuraban hombres como Herman Kutter, la influencia del movimiento del «realismo bíblico» alrededor de hombres como Christoph Blumhardt y Søren Kierkegaard, y el impacto de la filosofía escéptica de Franz Overbeck.
Su obra más importante es la dogmática eclesial, catorce tomos con más de diez mil páginas. Su tesis principal:
1. Dios es Dios, pero es Dios para el mundo.
2. El mundo es mundo, pero amado por Dios.
3. Dios se encuentra con el mundo en su Palabra, Jesucristo.

## Reconocimientos

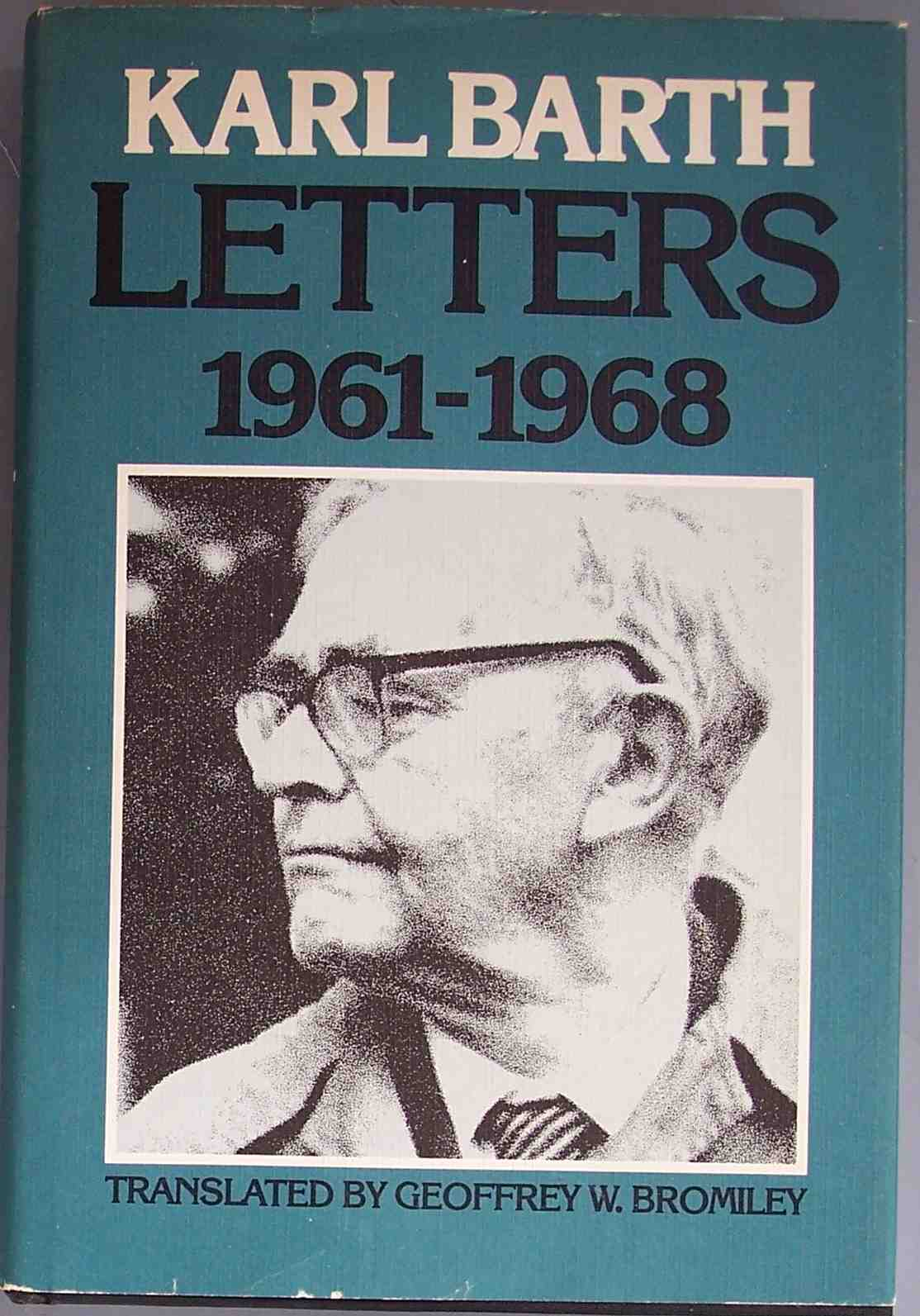
Edición en inglés de las Cartas (1961-1968) de Karl Barth.

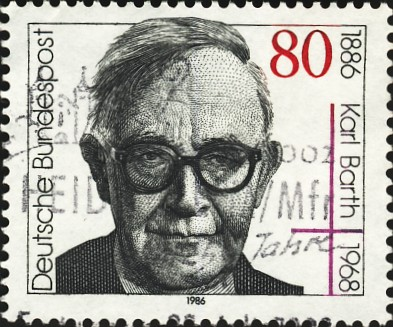
Sello postal alemán de 1986, con la imagen de Karl Barth.

Karl Barth fue destacado por la revista Time en la portada de su edición del 20 de abril de 1962, que incluía además su frase: «La meta de la vida humana no es la muerte, sino la resurrección [The goal of human life is not death, but resurrection]».
En 1968, le fue conferido el premio Sigmund Freud de prosa académica, otorgado por la Academia Alemana de la Lengua y la Poesía. Al justificar el premio, la Academia señaló que Karl Barth era «el fundador de una teología que conducía a una renovación de la conciencia cristiana», y que «la potencia y el alcance de su interpretación de la Escritura se corresponden con el brillo y el poder de su lengua».